# Assassin's Creed IV: Black Flag
Assassin's Creed IV: Black Flag: és un videojoc d'acció-aventura de la saga Assassin's Creed que va sortir a la venda el 29 d'octubre de 2013. Desenvolupat per Ubisoft.
És la precuela de Assassin's Creed III. La seva temàtica gira entorn de la pirateria en El Carib al segle xviii, en l'anomenada Edat d'or de la pirateria. Està ambientat en 1715, a les illes de les Bahames, Cuba i el sud de Florida, compta amb tres ciutats principals: l'Havana, Kingston, i Nassáu, que es troben sota la influència espanyola, britànica i pirata, respectivament. Compta amb altres 50 llocs "únics" per explorar, amb un balanç de 60/40 entre terra i exploració naval. El nou protagonista, Edward Kenway, pare de Haytham Kenway, pare de Connor, el protagonista de Assassin's Creed III. Per tant, Edward, també és l'avi de Connor, es descriu com l'assot dels mars, un hàbil pirata i assassí al com admira fins al mateix Barbanegra.
Assassin's Creed IV: Black Flag ofereix una major sensació de "món obert", amb missions similars a les oposades en els anteriors Assassin's Creed, però amb un menor nombre de restriccions per al jugador. El món s'obre aviat en el joc, a diferència de Assassin's Creed III, que no donava als jugadors la llibertat per explorar fins que el joc estava ben entrat en el primer acte. El jugador es trobarà amb selves, fortes, ruïnes i petits pobles i el món està construït per permetre als jugadors molta més llibertat, tals com permetre als jugadors a participar, abordar i capturar vaixells que passen i nedar a les platges properes d'una forma transparent.
Assassin's Creed IV: Black Flag va rebre premis com el de millor Joc d'Acció/Aventura per Spike VGX 2013 i el de millor Joc de Ubisoft 2013

## Argument
Les mostres preses del cos de Desmond Milers després de la seva mort, han permès a Indústries Abstergo seguir explorant les seves memòries genètiques, utilitzant les recentment descobertes habilitats del "Animus" de computació en núvol.
El personatge del present, sempre anònim, és un empleat contractat per Abstergo Entertainment per reviure els records d'Edward Kenway, un pirata del segle xviii i avi de Connor, el protagonista de Assassin's Creed III. Suposadament, la seva missió és reunir material per realitzar un llargmetratge interactiu, utilitzant per a això el "Animus", però en realitat, Abstergo i els templaris estan buscant l'"Observatori", una estructura dels "Precursors" que permet a l'usuari veure a través dels ulls de qualsevol persona, necessitant per a això, obtenir una mica de la sang d'aquesta persona.
Per la seva banda, Edward Kenway, ha de desentranyar una conspiració entre els templaris d'alt rang dins dels imperis britànics, espanyols i francesos que, amb el pretext de la neteja de la pirateria al Carib, utilitzen les seves posicions per situar al "Sabi" (posteriorment identificat com Bartholomew Roberts), qui és l'únic home que els pot portar a l'"Observatori". Els templaris tenen la intenció d'utilitzar l'"Observatori" per espiar i fer xantatge als líders mundials. Kenway, sense saber-ho, es veu involucrat en el seu complot quan mata a un Assassí canalla i assumeix la seva identitat.
La seva imprudència posa en perill a tota l'ordre dels Assassins, incitant-ho a seguir al "Sabi" i els conspiradors de la Península de Yucatán a la ciutat de Príncep i la costa africana. Mentrestant, un grup de pirates notoris, entre els quals es troben, Edward Thatch (Barbanegra), Benjamin Hornigold i Charles Vane, somien amb un estat en el qual l'home sigui lliure de viure lluny de l'abast dels reis i governants. Kenway, és fonamental per a la realització d'aquest somni i la "República Pirata" s'estableix en la colònia de Nassau. No obstant això, el mal govern, la falta d'una economia i un brot de malalties, porten perillosament a la colònia prop del col·lapse.
Mentre els fundadors estan profundament dividits respecte a tot el que succeeix a Nassau, Kenway tracta de trobar una solució, però és massa tard per evitar que els templaris s'aprofitin de la situació per consolidar el seu control sobre el Carib. Finalment, Roberts, porta a Kenway a la ubicació de l'"Observatori" i recuperen l'artefacte, però a l'últim moment, Kenway és traït i atacat per Roberts, acabant aquest a la presó acusat per delictes de pirateria. Després d'una llarga estada a la presó, Edward aconsegueix escapar amb l'ajuda d'Ah Tabai, el Mestre Assassí Maya i decideix unir-se al seu Orde. Més tard, Kenway troba i persegueix a Roberts, aconseguint recuperar l'artefacte i el retorna a l'"Observatori", segellant-lo i enfrontant-se a un futur incert. Amb les seves conviccions recentment descobertes, rep una carta informant-li de la mort de la seva esposa i la imminent arribada de la seva filla, fins ara desconeguda, Jennifer Scott.
De tornada en l'actualitat, el jugador és contactat per John, l'administrador de tecnologies de la informació de Abstrego Entertainment. John, li revela que els seus superiors saben més del que li estan explicant i l'encoratja a investigar per aconseguir més detalls. John, s'encarrega que pugui accedir al cor del "Animus", moment en el qual Juno, es materialitza en una forma incorpórea i li revela que a pesar que era necessari obrir el seu temple per evitar el desastre, el món no estava preparat per a ella i no pot afectar-ho o posseir al jugador, segons el previst pels seus agents.
John, és desemmascarat com la forma reencarnada del "Sabi" i intenta assassinar al jugador per encobrir el fallit intent de ressuscitar a Juno, però la seguretat de Abstergo ho descobreix i ho redueix, asesinadolo abans que pugui fer-ho. Amb el "Sabi" mort, el jugador és contactat pels assassins mentre continuen amb la seva infiltració de Abstergo.

### Personatges
- Edward James Kenway, va ser un corsari, nascut a Gal·les, que va viure al voltant del Carib durant l'època daurada de principis del segle xviii de la pirateria. Ell és també el pare de Haytham Kenway i avi de Ratonhnhaké: ton, respectivament, tots dos personatges de Assassin's Creed III. Ell té una personalitat aspra i poc ambiciosa. Va néixer el 10 de març de 1693 i va morir l'any de 1735 ja retirat de la pirateria. El seu pare va ser Bernard Kenway i la seva mare Linette Hopkins, i més tard es va casar amb Caroline Scott.
- Edward Tatch (Barbanegra), Pirata i possible aliat de James Kenway. Abans d'això, va ser un dels mariners desocupats de la Royal Navy, però després de la Guerra de Successió Espanyola va iniciar les seves activitats delictives sota el comandament de Benjamin Hornigold. El seu més sonat atac va ser realitzat en la localitat de Charleston (Carolina del Sud) al maig de 1715. Va ser aliat de l'aleshores governador de Carolina del Nord, Charles Eden, qui va arribar a perdonar les seves activitats il·legals a canvi d'obtenir un profit dels saquejos realitzats pel pirata.
- Jack "Calicó " Rackham, un marí i capità pirata anglès durant el segle xviii. Es va guanyar l'àlies per les colorides robes de calicó que portava. Es diu que les últimes paraules de Jack Rackman en el cadalso van ser: «Desgraciat sigui aquell que trobi els meus innombrables tresors, ja que no hi haurà vaixell cap que damunt pugui carregar-los tots».
- Benjamin Hornigold va ser un marí i pirata anglès de principis del segle xviii. El seu vaixell va ser el punt de partida de pirates més coneguts. Com a molts pirates del mar Carib, Hornigold va servir prèviament a un pirata anglès durant la Guerra de Successió Espanyola. Hornigold era conegut per ser menys viciós que els altres i més "amable".
- Adewale, va ser un esclau fins que es va trobar amb Edward en una de les seves aventures.

## Sistema de joc
El sistema de caça s'ha mantingut de Assassin's Creed III per permetre-li al jugador per caçar en terra, però ara el jugador pot també pescar. S'ha agregat un nou sistema de caça, el arponeo, aquest ens permetrà "caçar" o capturar balenes, i amb les seves restes, podrem millorar les armes d'Edward, la quantitat de munició que podrem portar, etc.
Una versió actualitzada del sistema de contractació es va introduir en Assassin's Creed permetent a Edward reclutar membres de la tripulació. Mentre la tripulació de Kenway romanen lleials a ell, poden ser promoguts a capitans dels bucs adquirits; no obstant això no poden ajudar en el combat o dur a terme assassinats de llarg abast, com en els jocs anteriors. Ubisoft va eliminar aquest aspecte del sistema de germanor, creient que permetia als jugadors eludir escenaris tibants i difícils amb facilitat. En l'actualitat, en el Abstergo Entertainment -una subsidiària d'Indústries Abstergo- oficines a Mont-real, Quebec, els jugadors podran participar en l'actual pirateria a través de l'exploració de les oficines de Abstergo, les escoltes i el hackeo, tot això sense combat. A més, diversos jocs de "hacking", similars als trencaclosques anteriors, estaran presents, que descobriran secrets sobre Abstergo.
Edward Kenway compta amb noves armes en les quals inclou fins a 4 pistoles, 2 sabres, 1 cerbatana i les tradicionals fulles ocultes dobles, sense oblidar el nostre navili, el Jackdaw, que segons s'ha vist, es podrà usar per anar a més de 50 llocs diferents del mapa i atacar, abordar i saquejar els vaixells enemics, i el nou sistema de punteria lliure.
Una altra part nova en els jocs principals (doncs ja es va presentar en Assassin's Creed III Alliberament) és l'ús dels dards de cerbatana, arma que es caracteritza per una varietat d'efectes. S'ha afegit un nou component, el jugador té accés a una ullera de llarga vista, que permet l'examen dels vaixells llunyans, juntament amb la seva càrrega i la força; també pot ajudar a determinar si una illa encara té animals per caçar, tresors per trobar o punts alts per arribar per a la sincronització. El jugador és el capità del seu vaixell, el Jackdaw, que és millorable a través del joc, a més de tenir fàcil accés a la nau quan sigui necessari. A més es va millorar el tret amb canons frontals, com més dany fem amb aquest tipus de canó al vaixell enemic, més lent navegarà. S'ha millorat el sistema de trets, i cada tret podrà tenir un efecte.
Per millorar el Jackdaw, hem d'anar trobant els mapes dels tresors, en trobar el cofre del tresor, podrem obtenir un plànol o no. Mitjançant un plànol podrem millorar el vaixell, després d'això hem de dirigir-nos a un port d'una ciutat o poble, on parlarem amb un cap/contractista per encarregar-li dur a terme la millora. En abordar amb èxit a un vaixell: es pot reclutar a nous membres per a la teva tripulació o enviar el vaixell (L'enemic vençut) a la teva flota. A més de Reparar el Jackdaw, si els danys han estat greus.I finalment, guanyar or, rom, munició i tripulació.
S'ha mantingut, amb nous ajustos i maneres de joc, també es va implementar un nou sistema d'esdeveniments mensuals i es va crear un sistema de dos mapes diferents de duel a mort a pesar que és només un joc amb base en terra.

## Recepció
Assassin's Creed IV: Black Flag va rebre crítiques positives dels crítics. Comentaris dels llocs web GameRankings i Metacritic va donar la versió de PlayStation 3 87,61% i 88/100, la versió de Xbox 360 86,41% i 86/100, la versió de Wii O 85,00%, i la versió de PlayStation 4 83,96% i 82/100. GameSpot va qualificar el joc de 9/10, "l'avaluació del món vibrant és bella, incloent el combat naval, sistema de progressió, història de pirates i exploració sense problemes i sense càrrega." IGN li va donar al joc una puntuació de 8.5/10 dient que "Assassin's Creed IV: Black Flag és una bella i fantàstica seqüela que li dona la llibertat al jugador per fer la seva pròpia diversió".
PC Gamer UK li va donar un 90/100 i va afegir: "Un magnífic simulador del món de la pirateria entretingut i sense descans, ple de detalls interessants del segle 18". Gamerologies va descriure el títol com "El millor videojoc de pirates mai fet, un equilibri ideal entre la navegació i les missions en terra ferma" puntuant-ho amb un 9/10.

### Controvèrsia
L'organització a favor dels drets dels animals PETA (en anglès: People for the Ethical Treatment of Animals) va criticar a Assassin's Creed IV: Black Flag per la inclusió de la caça de balenes, dient que és "vergonyós" per a un videojoc "glorificar" la caça de balenes. En resposta, Ubisoft va declarar que ells no aproven "la caça il·legal" així com tampoc toleraven "un estil de vida pirata", i que era simplement representativa de fets reals d'aquesta època de la història. Més tard Ubisoft per millorar aquests gràfics, va demanar suport als caçadors de balenes japonesos per ultimar detalls de l'animació.

## Música
L'apartat musical de Assassin's Creed IV: Black Flag va ser compost per Brian Tyler, qui també va compondre la banda sonora del joc de Ubisoft Far Cry 3. El 14 d'octubre de 2013 va estar disponible via internet. Una segona banda sonora contenint un total de 14 cançons marineres va estar disponible per descarregar el 29 d'octubre de 2013.

## Altres dades
Al novembre de 2013 l'empresa de videojocs d'Ubisoft va finançar l'exhumació de les restes del corsari espanyol Amaro Pargo per reconstruir el seu rostre de cara a la seva possible aparició en Assassin's Creed IV: Black Flag. Per primera vegada en la història, una empresa de la indústria del videojoc exhumava les restes d'un personatge històric en una campanya pionera que va aconseguir cridar l'atenció de mitjans de comunicació, tant nacionals com internacionals. A més, aquesta exhumació va comptar amb importants descobriments sobre la fesomia d'aquest mític corsari.